# Phrixos
 (septembre 2022).
Dans la mythologie grecque, Phrixos, en grec ancien : Φρίξος / Phríxos, est le fils d’Athamas, roi de Thèbes, et de Néphélé. Son histoire est liée à celle de la Toison d'or.

## Étymologie
Fils de Néphélé, de νέφος / néphos, « nuage », son nom Φρίξος dérive de l’adjectif « hérissé », un qualificatif qui rappelle, selon Jean Haudry, l’adjectif hittite warhui- « poilu, hirsute » qui désigne la peau dont est formée la toison d’or de l’égide hittite. Phrixos serait  originellement un bélier. Cette identification est confirmée par les documents montrant sa sœur Hellé seule sur un bélier. Pour le comparatiste, le bélier est le feu qui, tout comme la toison d’or, symbolise la fortune.

## Mythe

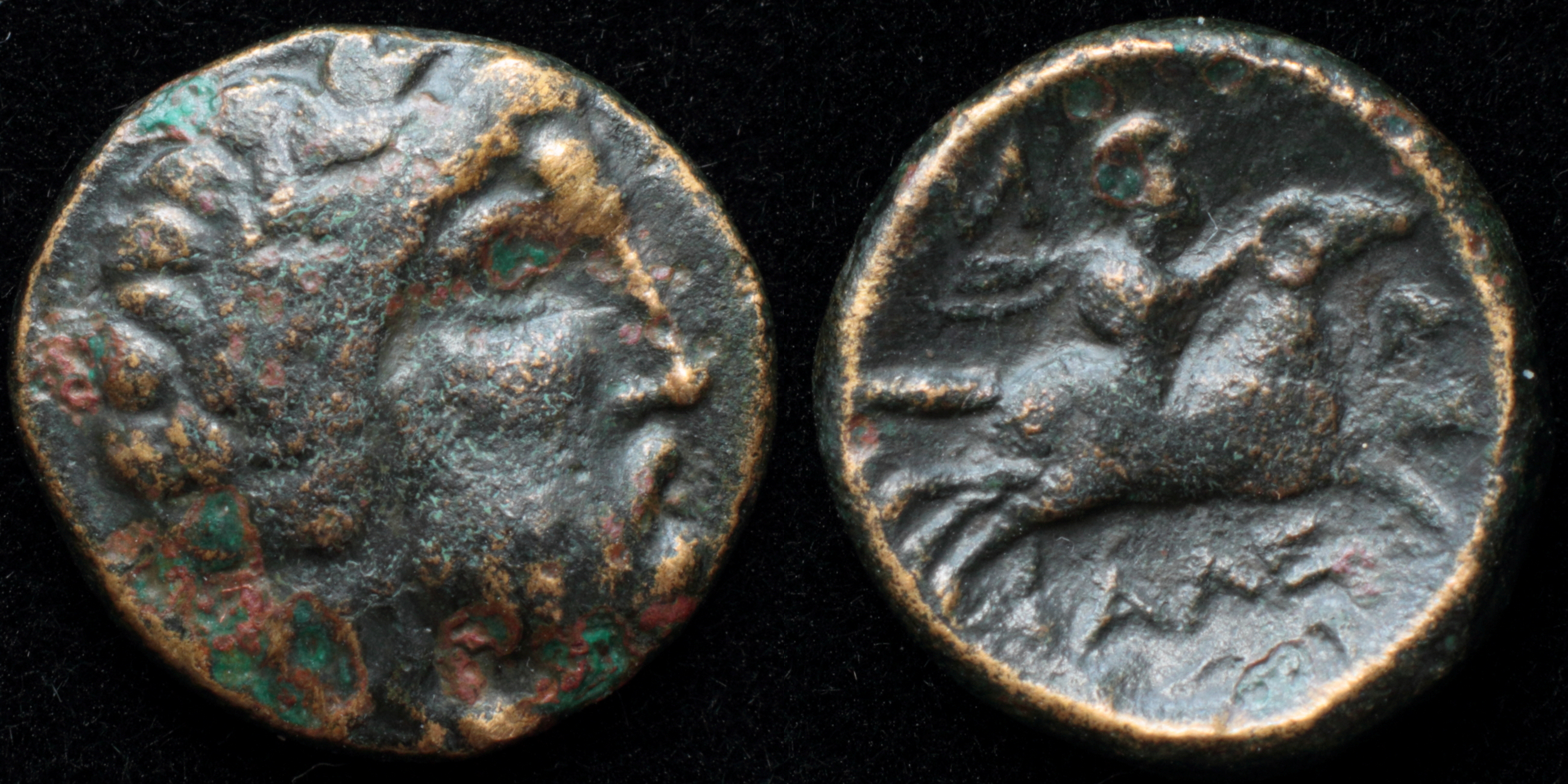
Représentation de Phrixos volant sur un bélier vers la Colchide sur un dichalkon frappé à Halos, Phthiotide au

Phrixos et sa sœur Hellé étaient détestés par leur belle-mère, Ino. Elle ourdit un complot pour se débarrasser des jumeaux, faisant rôtir toutes les graines de Béotie afin qu'elles ne poussent pas. Les fermiers, effrayés par la famine, demandèrent alors de l'aide à un oracle voisin. Mais Ino avait soudoyé les hommes envoyés à l'oracle pour mentir et rapporter que celui-ci exigeait le sacrifice de Phrixos et Hellé.
Phrixos et sa sœur allaient être sacrifiés à Zeus lorsqu’ils parvinrent à s’enfuir sur un bélier à la toison d'or (Chrysomallos), que lui donna sa mère Néphélé.
En passant d’Europe en Asie, Hellé tomba dans la mer, appelée depuis Hellespont et se noya ; quant à Phrixos, il aborda en Colchide.
Éétès, fils du dieu solaire Hélios et roi de Colchide, l'accueillit, le traita avec bonté et lui donna sa fille Chalciope en mariage. En remerciement, Phrixos sacrifia le bélier à Poséidon et en donna au roi la toison d'or, qu'Æetès accrocha à un arbre dans le bosquet sacré d'Arès, gardée par un dragon qui ne dormait jamais. Phrixos et Chalciope eurent quatre fils, qui rejoignirent ensuite les Argonautes : Argos, Phrontis, Melas et Cytisoros.
Phrixos vécut à la cour d'Éétès jusqu'à un âge avancé, mais ce dernier, ayant appris d'un oracle qu'il mourrait des mains d'un descendant d'Eole, le tua.
Ses fils, en revanche, réussirent à retourner à Orchomène, où ils fondèrent un royaume.